# Тиоцианат таллия
Тиоцианат таллия (роданид таллия) — неорганическое соединение, соль металла таллия и роданистоводородной кислоты c формулой ТlSCN. При нормальных условиях представляет собой бесцветные тетраэдрические кристаллы, растворяются в горячей воде.

## Получение
- Действие растворов тиоцианатов щелочных металлов на соли таллия(I):

{\displaystyle {\mathsf {Tl_{2}CO_{3}+2MeSCN\ {\xrightarrow {H_{2}O}}\ TlSCN+Me_{2}CO_{3}}}}
{\displaystyle {\mathsf {Tl_{2}CO_{3}+2KSCN\ {\xrightarrow {H_{2}O}}\ TlSCN+K_{2}CO_{3}}}}

## Свойства
Тиоцианат таллия образует бесцветные кристаллы тетраэдрической структуры, растворимые в горячей воде, но почти не растворяются в спиртах. Как и все другие соединения таллия, очень ядовит.